# LEGO Il Signore degli Anelli

Logo ufficiale della linea di prodotti

LEGO Il Signore degli Anelli (Lego Lord of The Rings in inglese) è linea tematica di prodotti LEGO basata sulla trilogia de Il Signore degli Anelli di Peter Jackson, ispirata a sua volta al mondo immaginario della Terra di Mezzo di J. R. R. Tolkien.
Le immagini dei primi set LEGO sono state svelate il 20 dicembre 2011.
 Nel maggio 2012 sono stati rilasciati i primi set ispirati al film La Compagnia dell'Anello. Una seconda pubblicazione risale invece al 2013. Ad oggi, sono usciti 31 set.

## Lista dei set LEGO
| Nome                      | Numero  | Minifigures | Anno        | Pezzi |
| ------------------------- | ------- | --- | ----------- | ----- |
| Shelob's Attacks          | 9470    | Frodo, Sam, Gollum | maggio 2012 | 257   |
| Uruk-hai Army             | 9471    | Éomer, Soldato di Rohan, Uruk-hai (quattro) | maggio 2012 | 227   |
| Gandalf Arrives           | 9469    | Gandalf il Grigio, Frodo | maggio 2012 | 83    |
| Attack on Weathertop      | 9472    | Aragorn, Frodo, Merry, Ringwraiths (due) | maggio 2012 | 430   |
| The Mines of Moria        | 9473    | Pipino, Boromir, Gimli, Legolas, Orchi di Moria (due), Scheletri (due) | maggio 2012 | 776   |
| The Orc Forge             | 9476    | Uruk-hai di Insengard, Lurtz, Orchi di Mordor (due) | maggio 2012 | 366   |
| The Battle of Helm's Deep | 9474    | Aragorn, Gimli, Haldir, Re Théoden, Berserker Uruk-hai, Uruk-hai (tre) | maggio 2012 | 1,368 |
| Frodo with Cooking Corner | 30210   | Frodo | 2012        | 33    |
| Uruk-hai with Ballista    | 30211   | Uruk-hai | 2012        | 21    |
| Elrond                    | 5000202 | Elrond | 2012        | 6     |
| The Wizard Battle         | 79005   | Gandalf il Grigio, Saruman | luglio 2013 | 113   |
| The Council of Elrond     | 79006   | Elrond, Frodo, Arwen, Gimli | luglio 2013 | 243   |
| Battle at the Black Gate  | 79007   | Gandalf il Bianco, Aragorn, Bocca di Sauron, Orchi di Mordor (due) | luglio 2013 | 656   |
| Pirate Ship Ambush        | 79008   | Aragorn, Legolas, Gimli, Re dei Morti, Soldati del Re dei Morti (due), Orchi di Mordor (due), Pirata corsaro                                                                                       | luglio 2013 | 756   |
| The Tower of Orthanc      | 10237   | Saruman, Gandalf il Grigio, Grima Vermilinguo, Uruk-hai, Orco di Mordor, Ent | luglio 2013 | 2,359 |
| Rivendell                 | 10316   | Frodo Baggins, Bilbo Baggins, Boromir, Elrond Mezzelfo, Arwen, Aragorn, Gimli, Meriadoc Brandybuck “Merry”, Peregrino "Pipino" Took, Gandalf il Grigio, Samwise Gamgee, Legolas, Gloin, Elfi (due) | aprile 2023 | 6167  |

## Videogiochi
- LEGO Il Signore degli Anelli (Lego Lord of the Rings), sviluppato da Traveller's Tales (2012)